# Porquerolles

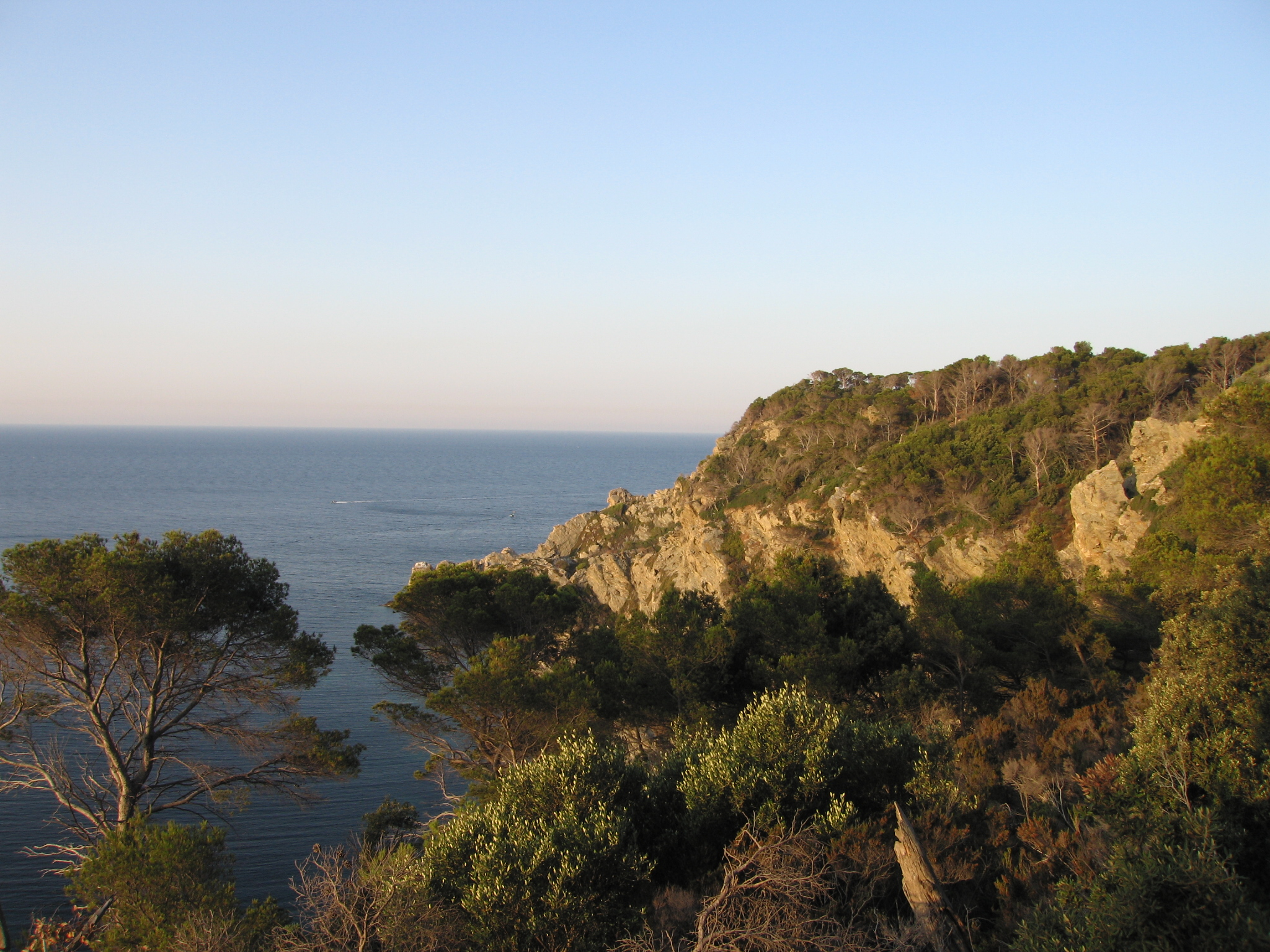
La costa meridionale di Porquerolles

Mappa topografica di Porquerolles

Porquerolles (in occitano Porcairòlas) è l'isola più grande e la più occidentale del piccolo arcipelago delle Isole di Hyères, in Provenza (Francia).
La superficie di 1254 ettari ne fa la seconda isola mediterranea della Francia dopo la Corsica, con una lunghezza di circa 7,5 km e una larghezza di 3 km. Lo sviluppo costiero è di circa 30 chilometri. Possiede cinque piccole catene montuose e la costa meridionale è composta da ripide scogliere, mentre a nord si trovano il porto e spiagge di sabbia coperte di pini, erica e mirto – le più note sono le spiagge di Notre Dame, La Courtade e Plage d'Argent.
Il villaggio di Porquerolles, con un piccolo porto, ha dato il nome a tutta l'isola ed è abitato da circa 200 persone che vivono quasi essenzialmente di turismo. Il villaggio fu fondato nel 1820 e la chiesa nel 1850. Pare che tutta l'isola sia stata acquistata nel 1912 dall'imprenditore belga François Joseph Fournier, come regalo di nozze per la moglie; Fournier fece piantare 500 acri di vigneti che produssero uno dei primi vini provenzali chiamati vin des Côtes de Provence.
Le principali attività turistiche sono le escursioni a piedi o in mountain bike, le spiagge e le immersioni subacquee.
Nel punto più alto dell'isola, a 142 metri di altitudine, nel 1837 è stato costruito un faro.
Nel 1971 lo Stato francese ha acquistato l'80 per cento dell'isola per proteggerla dallo sviluppo. Gran parte dell'isola fa ora parte di un parco nazionale (il Parco nazionale di Port-Cros) ed è una zona ecologica di salvaguardia della natura (Conservatoire botanique national méditerranéen de Porquerolles).
Il romanzo Il mio amico Maigret del 1949 è ambientato a Porquerolles.